# Åstjärnen (Färnebo socken, Värmland)
Åstjärnen är en sjö i Filipstads kommun i Värmland och ingår i Göta älvs huvudavrinningsområde.